# Papirus Rylandsa 457

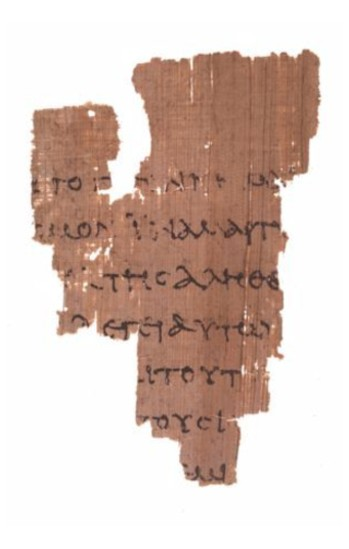
John Rylands Library Papyrus ^{52}, verso

Papirus Rylands 457, oznaczony jako {\displaystyle {\mathfrak {P}}^{52}} – niewielki fragment papirusu, o wymiarach ok. 9 na 6 cm, zapisany obustronnie. Zawiera jeden z najstarszych zachowanych fragmentów Nowego Testamentu, dokładnie Ewangelii według Jana. Strona przednia (recto) zawiera linijki z Jana 18,31-33, w grece koine, a strona tylna (verso) zawiera wersety z Jana 18,37-38. Są to fragmenty rozmowy Piłata z Jezusem. Papirus zakupiono w Egipcie w 1920 r., opublikował zaś go w 1935 roku C.H. Roberts. Obecnie znajduje się w John Rylands University Library w Manchesterze.

## Data
Data napisania Ewangelii Jana określana jest na koniec I wieku, a najpóźniej na pierwsze lata II w. Zakłada się ok. 20 lat pomiędzy powstaniem tekstu poza Egiptem a czasem, w którym został przepisany na jego terenie. Stąd Papirus Rylandsa jest datowany na lata ok. 120–125 n.e.
Papirus Rylandsa jest uważany za najstarszy zachowany fragment Nowego Testamentu (sugerowano, że starsze od niego mogą być manuskrypty 7Q5 z Qumran oraz papirus magdaleński oznaczany {\displaystyle {\mathfrak {P}}^{64},} ale ten pogląd nie jest przyjęty przez ogół uczonych).

## Zawartość
Na podstawie pozostałych liter (wytłuszczony druk) zidentyfikowano następujące fragmenty greckiego tekstu Ewangelii Jana:
J 18,31-33 (recto)
ΕΙΠΕΝ ΟΥΝ ΑΥΤΟΙΣ Ο ΠΙΛΑΤΟΣ ΛΑΒΕΤΕ ΑΥΤΟΝ ΥΜΕΙΣ ΚΑΤΑ ΤΟΝ ΝΟΜΟΝ ΥΜΩΝ ΚΡΙΝΑΤΕ ΑΥΤΟΝ ΕΙΠΟΝ ΑΥΤΩ ΟΙ ΙΟΥΔΑΙΟΙ ΗΜΙΝ ΟΥΚ ΕΞΕΣΤΙΝ ΑΠΟΚΤΕΙΝΑΙ OYΔΕΝΑ ΙΝΑ Ο ΛΟΓΟΣ ΤΟΥ ΙΗΣΟΥ ΠΛΗΡΩΘΗ ΟΝ ΕΙΠΕΝ ΣΕΜΑΙΝΩΝ ΠΟΙΩ ΘΑΝΑΤΩ ΗΜΕΛΛΕΝ ΑΠΟΘΝΕΣΚΕΙΝ ΕΙΣΗΛΘΕΝ ΟΥΝ ΠΑΛΙΝ ΕΙΣ ΤΟ ΠΡΑΙΤΩΡΙΟΝ Ο ΠΙΛΑΤΟΣ ΚΑΙ ΕΦΩΝΗΣΕΝ ΤΟΝ ΙΗΣΟΥΝ ΚΑΙ ΕΙΠΕΝ ΑΥΤΩ ΣΥ ΕΙ ΒΑΣΙΛΕΥΣ ΤΩΝ ΙΟΥΔΑΙΩN
Tłumaczenie:
J 18,31-33 BT 31Piłat więc rzekł do nich: «Weźcie Go wy i osądźcie według swojego prawa!» Odpowiedzieli mu Żydzi: «Nam nie wolno nikogo zabić» 32Tak miało się spełnić słowo Jezusa, w którym zapowiedział, jaką śmiercią miał umrzeć. 33Wtedy powtórnie wszedł Piłat do pretorium, a przywoławszy Jezusa rzekł do Niego: «Czy Ty jesteś Królem Żydowskim?»
J 18,37-38 (verso)
ΕΙΠΕΝ ΟΥΝ ΑΥΤΩ Ο ΠΙΛΑΤΟΣ ΟΥΚΟΥΝ ΒΑΣΙΛΕΥΣ ΕΙ ΣΥ ΑΠΕΚΡΙΘΗ Ο ΙΗΣΟΥΣ ΣΥ ΛΕΓΕΙΣ ΟΤΙ ΒΑΣΙΛΕΥΣ ΕΙΜΙ ΕΓΩ ΕΙΣ ΤΟΥΤΟ ΓΕΓΕΝΝΗΜΑΙ ΚΑΙ ΕΙΣ ΤΟΥΤΟ ΕΛΗΛΥΘΑ ΕΙΣ ΤΟΝ ΚΟΣΜΟΝ ΙΝΑ ΜΑΡΤΥΡΗΣΩ ΤΗ ΑΛΗΘΕΙΑ ΠΑΣ Ο ΩΝ ΕΚ ΤΗΣ ΑΛΗΘΕΙΑΣ ΑΚΟΥΕΙ ΜΟΥ ΤΗΣ ΦΩΝΗΣ ΛΕΓΕΙ ΑΥΤΩ Ο ΠΙΛΑΤΟΣ ΤΙ ΕΣΤΙΝ ΑΛΗΘΕΙΑ ΚΑΙ ΤΟΥΤΟ ΕΙΠΩΝ ΠΑΛΙΝ ΕΞΗΛΘΕΝ ΠΡΟΣ ΤΟΥΣ ΙΟΥΔΑΙΟΥΣ ΚΑΙ ΛΕΓΕΙ ΑΥΤΟΙΣ ΕΓΩ ΟΥΔΕΜΙΑΝ ΕΥΡΙΣΚΩ ΕΝ ΑΥΤΩ ΑΙΤΙΑΝ
Tłumaczenie:
J 18,37-38 BT 37Piłat zatem powiedział do Niego: «A więc jesteś królem?» Odpowiedział Jezus: «Tak, jestem królem. Ja się na to narodziłem i na to przyszedłem na świat, aby dać świadectwo prawdzie. Każdy, kto jest z prawdy, słucha mojego głosu». 38Rzekł do Niego Piłat: «Cóż to jest prawda?» To powiedziawszy wyszedł powtórnie do Żydów i rzekł do nich: «Ja nie znajduje w Nim żadnej winy.